# Svarthuvad mås
Svarthuvad mås (Ichthyaetus melanocephalus) är en art inom familjen måsfåglar. Den häckar nästan uteslutande i Europa. Även om den minskar i antal totalt sett expanderar den mot norr och häckningar har noterats i Sverige. IUCN kategoriserar arten som livskraftig.

## Utseende och läte

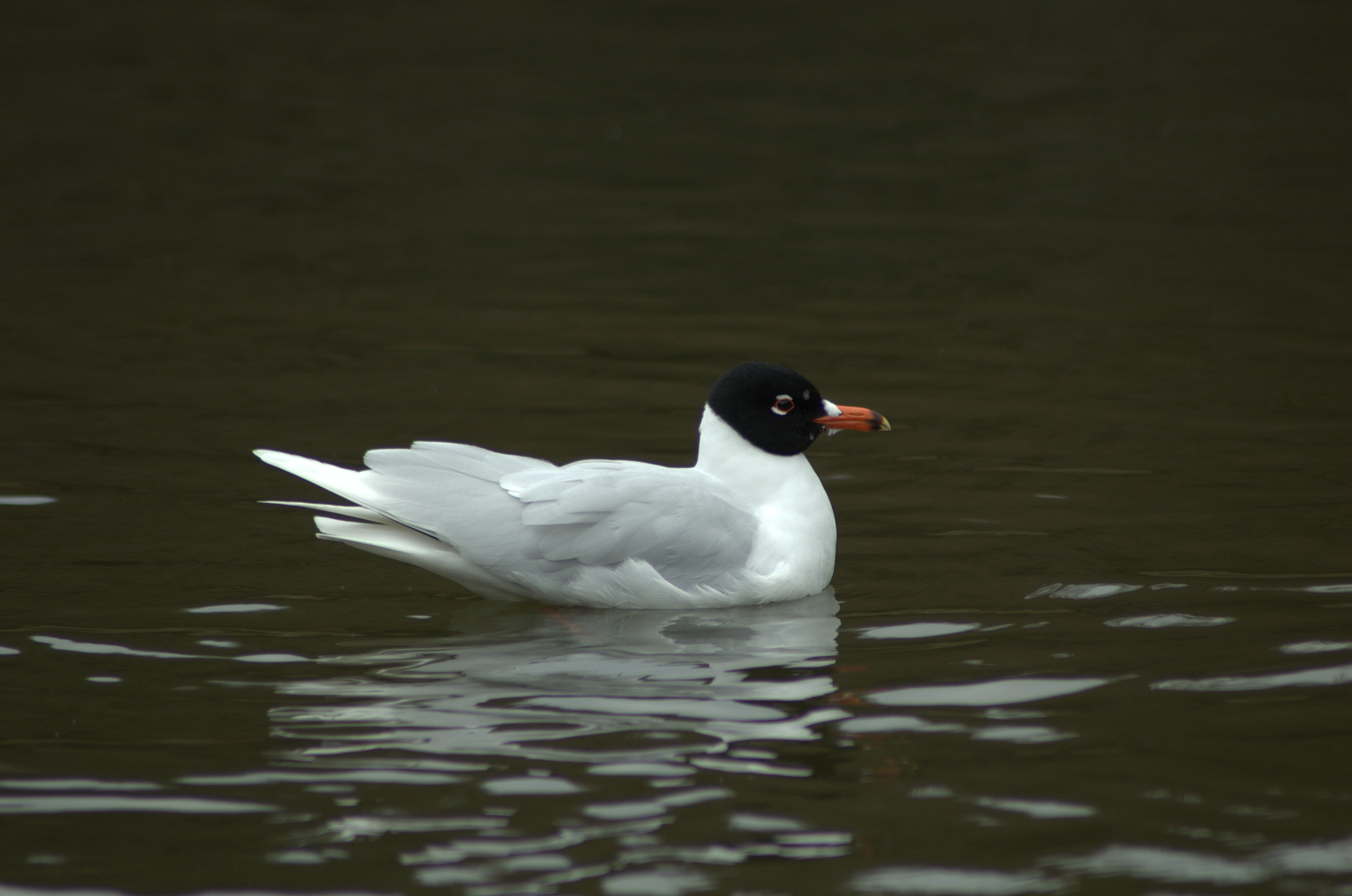
Adult svarthuvad mås i häckningsdräkt.

Svarthuvad mås är 37–40 centimeter lång och har ett vingspann på 94–102 centimeter. Den kan urskiljas från skrattmåsen, som den ofta beblandar sig med, genom att den är något större, har mycket ljust grå fjäderdräkt och grövre näbb. Bland skrattmåsar ter den sig också mer dominant. 
Adult fågel i sommardräkt har svart huvud, medan skrattmåsen har brunt, och de adulta har inget svart på handpennorna varken på sommaren eller vintern. Det svarta på huvudet försvinner på vintern och blir bara en fläckig gråsvart teckning bakom ögat och upp på bakhuvudet. Näbben är grövre än skrattmåsens, röd med ett svart tvärband och ljus spets. Benen har samma röda nyans som näbben.

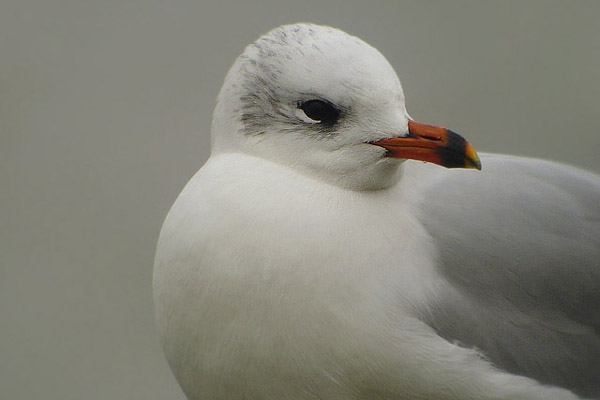
Adult i vinterdräkt.

Fågeln får sin adulta fjäderdräkt efter tre år. I juvenil dräkt har den ett kontrastrikt fjällmönster på manteln. Bröstet, buken och undergumpen är vit. Den har svarta ben och svart näbb. Efter första ruggningen får den gråvit mantel och nästan allt brunt har försvunnit ur dräkten. På huvudet har den också fått den svarta teckning den har under vinterhalvåret. Under det första året har fåglarna ett smalt svart band på stjärten som kontrasterar mot den helvita övergumpen. Handpennorna är svarta med små ljusa fläckar längst ut. Armtäckarfältet och armpennebandet är vattrat i gråsvart i kontrast mot det grå större täckarna. Undersidan av vingen är mestadels vit. 

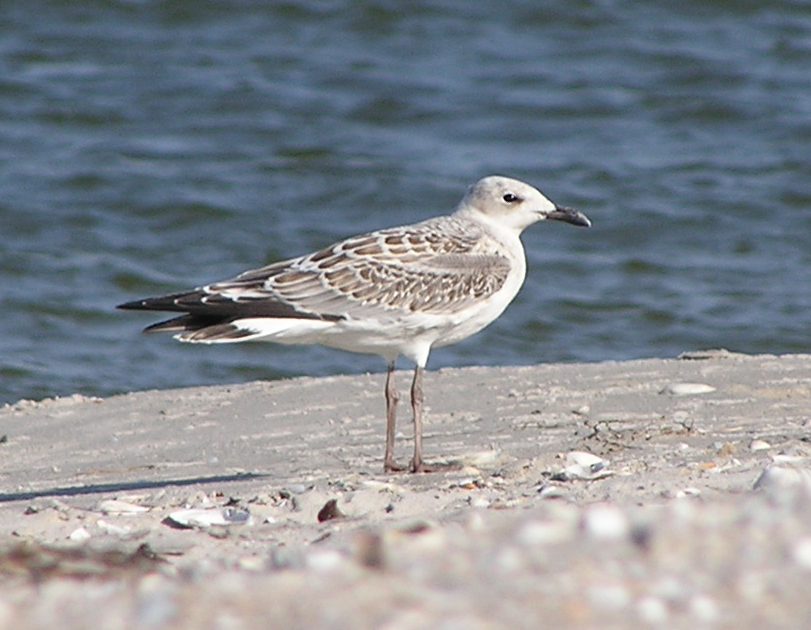
Ung svarthuvad mås.

Redan andra vintern har den fått en till stora delar ljus dräkt. Ben och näbb är då helt utfärgade och endast stråk av svart återstår på handpennorna.

### Läte
Svarthuvad mås är en högljudd fågelart, särskilt när den häckar i kolonier, och har ett nasalt, jämrande "jää"-läte.

## Utbredning
Svarthuvad mås är en flyttfågel som nästan enbart häckar i Europa, mestadels i sydöst, särskilt runt Svarta havet och i centrala Turkiet. Det finns kolonier på andra håll i södra Europa, och artens utbredning har genomgått en dramatisk utvidgning under senare årtionden. Den har koloniserat Storbritannien, mest i södra och östra England med mer än 90 par år 2000. På vintern flyttar den till Medelhavets och Atlantens kuster.

### Förekomst i Sverige
I Sverige har den tidigare uppträtt varje år i litet antal. Under 2000-talet började den etablera sig som häckfågel i framförallt Blekinge. År 2019 häckade sju par, i två kolonier i Blekinge och ett par i Hornborgasjön i Västergötland.

### Släktestillhörighet
Länge placerades merparten av måsarna och trutarna i släktet Larus. Genetiska studier visar dock att arterna i Larus inte är varandras närmaste släktingar. Pons m.fl. (2005) föreslog att Larus bryts upp i ett antal mindre släkten, varvid svarthuvad mås placerades i Ichthyaetus. Amerikanska  American Ornithologists' Union (AOU) följde rekommendationerna i juli 2007. Brittiska British Ornithologists’s Union (BOU) liksom Sveriges ornitologiska förenings taxonomikommitté (SOF) valde dock initialt att behålla arterna urskilda i Ichthyaetus i Larus eftersom studier inte visar på några osteologiska skillnader släktena emellan. Efter att även de världsledande auktoriteterna Clements m.fl. och International Ornithological Congress IOC erkände Ichthyaetus följde även SOF (då under namnet BirdLife Sverige) efter 2017. BirdLife International inkluderar dock fortfarande Ichthyaetus i Larus.

## Ekologi
Svarthuvad mås häckar i kolonier i stora vassruggar eller våtmarker, eller på öar i sjöar. Där populationen är liten bor den i kolonier med skrattmåsar. Liksom de flesta måsar är den mycket sällskaplig på vintern, både under födosök och på kvällen. Den påträffas sällan till havs långt från kusten. Svarthuvade måsens matvanor är mycket lika skrattmåsens och liksom den senare är den en opportunistisk allätare.

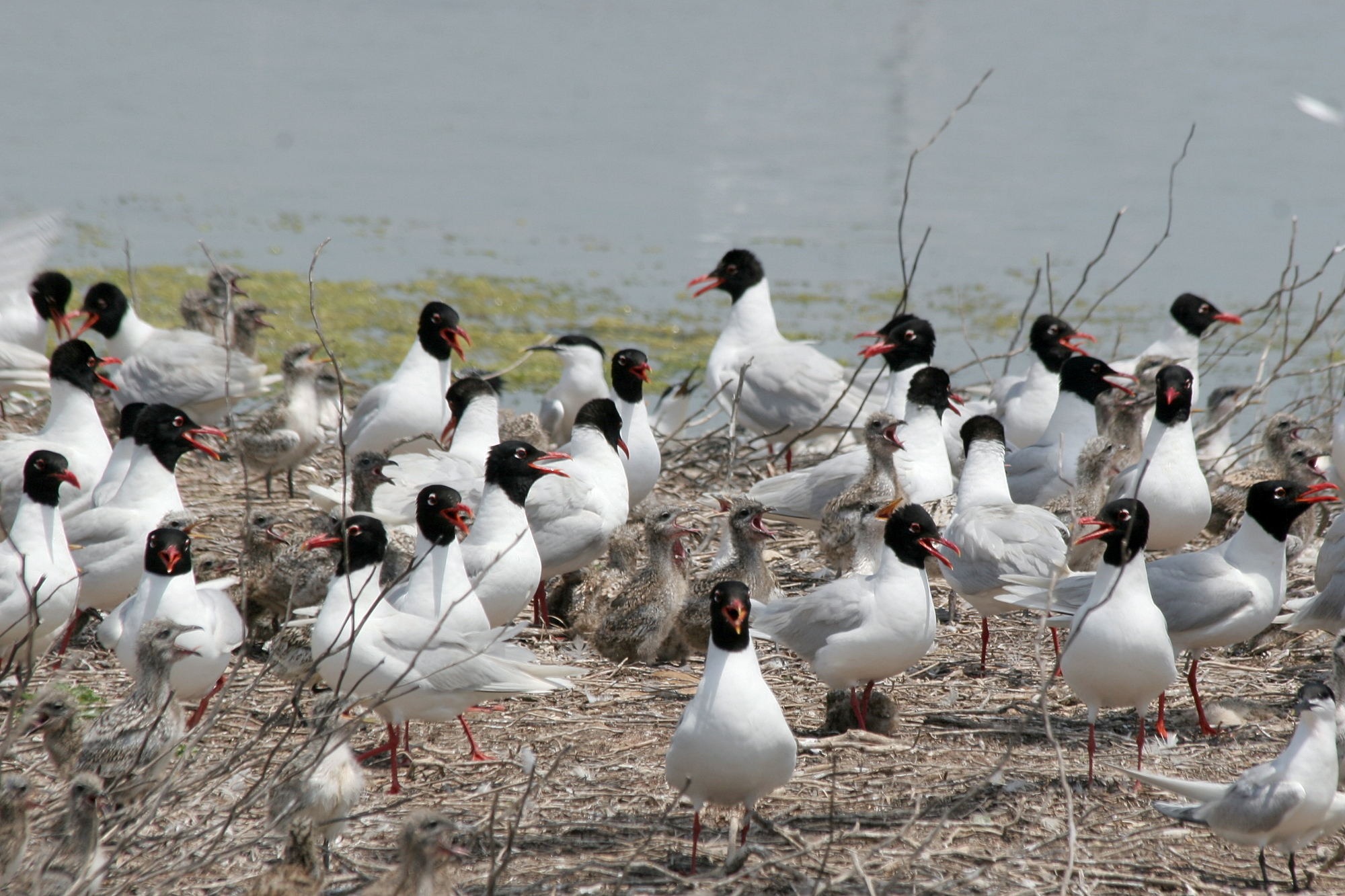
Häckningskoloni med ungar.

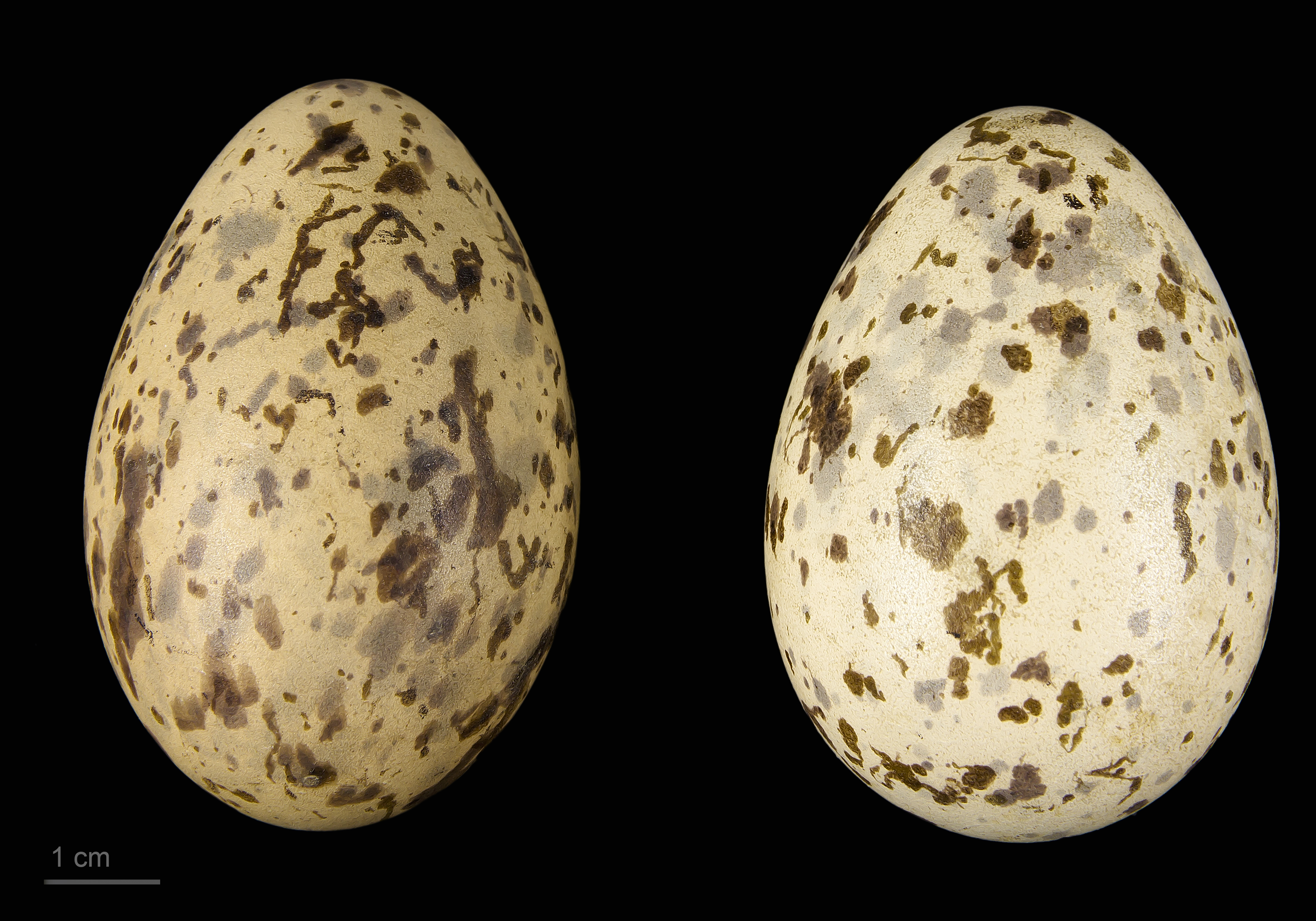
Ägg från svarthuvad mås.

## Status och hot
Arten har ett stort utbredningsområde och en stor population, men tros minska i antal, dock inte tillräckligt kraftigt för att den ska betraktas som hotad. Internationella naturvårdsunionen IUCN kategoriserar därför arten som livskraftig (LC). Beståndet uppskattas till mellan 300 000 och 370 000, varav lejonparten häckar utmed Svartahavskusten i Ukraina. Största hotet mot arten är predation i häckningskolonierna, i Ukraina huvudsakligen av kaspisk trut, kråkfåglar och kärrhökar, samt störningar och äggsamling av människor.